# Gateshead Stadium (metropolitana del Tyne and Wear)
Gateshead Stadium è una stazione della rete della metropolitana del Tyne and Wear, a servizio della città di Gateshead, in Inghilterra.
La stazione è stata inaugurata nel 1981, all'interno del terzo segmento della rete metropolitana, che comprendeva la sezione sotterranea principale attraverso il centro di Newcastle upon Tyne e Gateshead. L'impianto è stato ristrutturato nel 2015.
Il nome proposto per la stazione, quando ancora si era nelle fasi preliminari di progettazione, era Old Fold, ovvero il nome di una vicina area residenziale.

## Galleria d'immagini

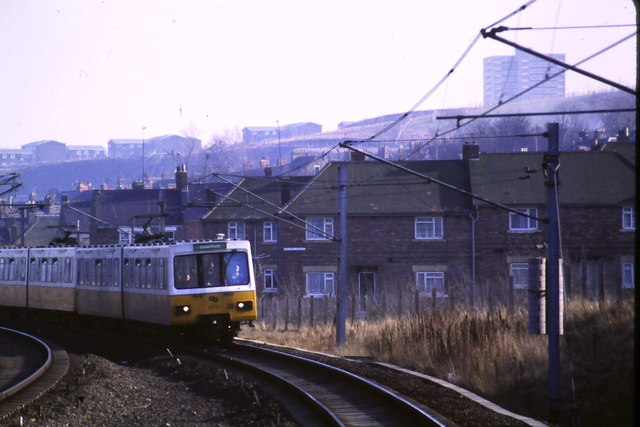
Treno in entrata in stazione, 1985